# Snooty

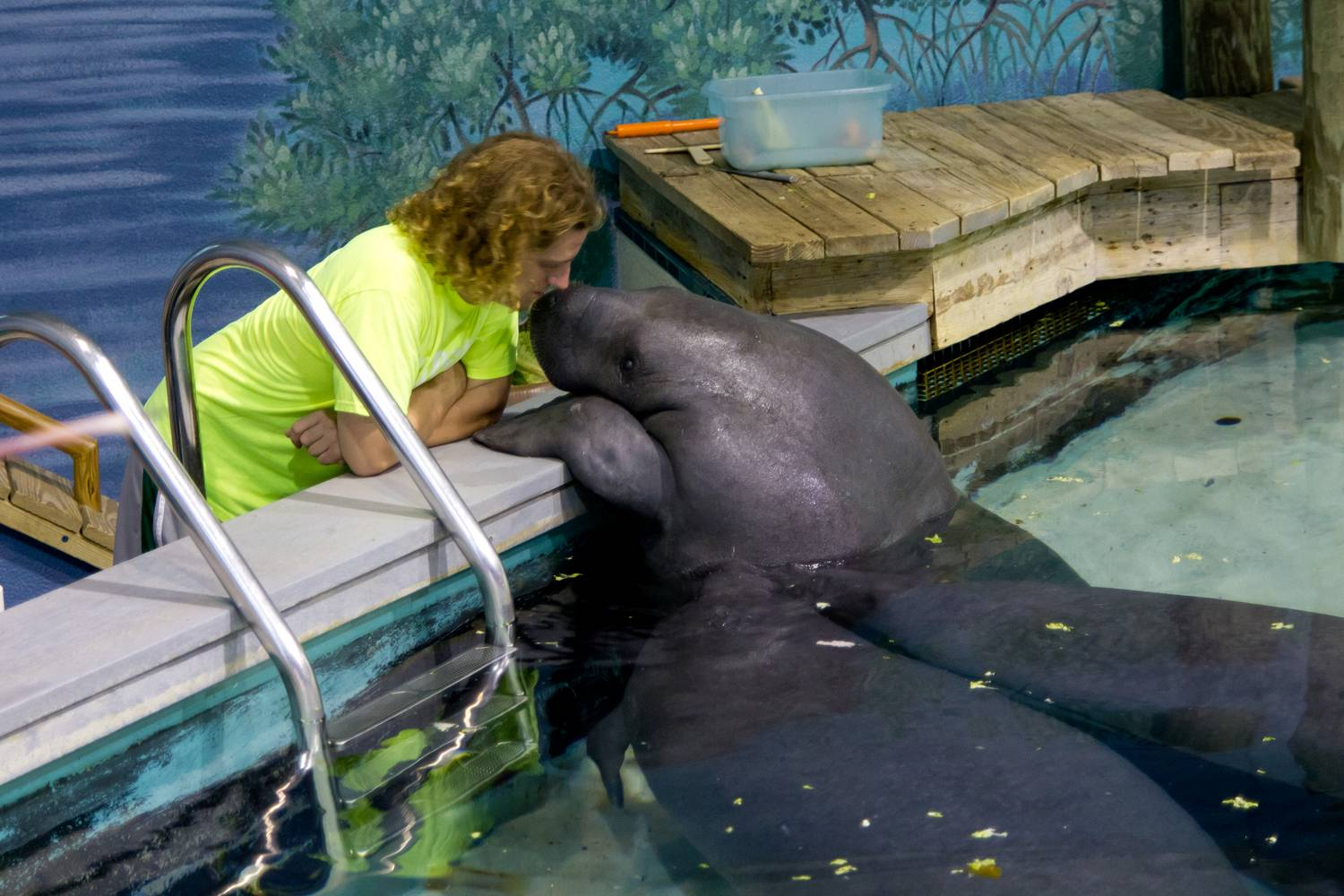
Snooty em 2011

Snooty (Miami, 21 de julho de 1948 - Bradenton, 23 de julho de 2017) foi um peixe-boi-marinho norte-americano. Até a sua morte, foi o peixe-boi mais velho mantido em cativeiro do mundo, reconhecido em 2017 pelo Guinness Book.
Snooty foi um dos primeiros da seu espécie a nascer em cativeiro, quando sua mãe, chamada de "Baby", deu à luz um filhote no "Miami Aquarium and Tackle Company". Este Aquário possuía licença para somente uma desta espécie, portanto, em abril de 1949, Snooty foi transferido para o sul da Flórida, no "South Florida Museum", onde morou por toda a sua vida.
Em 2006, Snooty foi utilizado em uma série de pesquisas da "Mote Marine Laboratory" para identificar similaridades de comportamento entre espécies, principalmente entre golfinhos. Descobriu-se que passados mais de 50 anos sem contatos com pessoas que ajudaram a Snooty vir ao mundo e em seus primeiros meses de vida, o peixe-boi conseguia identificar as vozes de seus primeiros tratadores.

## Morte
Snooty morreu por afogamento, dois dias depois do seu 69° aniversário, depois que um acidente involuntário impediu que o peixe-boi tivesse acesso a piscina para respirar, pois ele ficou preso numa passagem entre piscinas.